# Asota insularis
Asota insularis là một loài bướm đêm trong họ Erebidae.